# Szpeuszipposz
Athéni Szpeuszipposz (ógörögül: Σπεύσιππος, latinul: Speusippus), (Athén, i. e. 408 körül – Athén, i. e. 339 körül) ókori görög filozófus.
Eurümedónnak és Potonénak, Platón egyik nőtestvérének a fiaként született. Neveléséről nagybátyja gondoskodott; Szpeuszipposz Iszokratész iskolájába járt. A püthagoreusokkal sokat foglalkozott; úgy látszik, akkor ismerkedett meg velük, amikor Platónt harmadik szicíliai útján elkísérte. A régi írók említik a szürakúszai Dionüsziosszal és a II. Philipposz makedón királlyal folytatott levélváltását. Platón halála (i. e. 347) után Szpeuszipposz lett az utódja az Akademiában, de később kénytelen volt testi gyengesége miatt átadni a tanítást Xenokratésznek. i. e. 339-ben-ben önkezével vetett véget életének.
Diogenész Laertiosz szerint szenvedélyes, hirtelen haragú ember volt. Számos írását, amelyeket Arisztotelész 3 talentumért vásárolt meg, Upomnhmata és Dialogoi néven ismerik: a gazdagságról, a kéjről, az igazságosságról, a lélekről, a barátságról stb. szólnak. Fennmaradtak egyéb műveinek is a címei. A Görög anthologiában egy disztichonja van Platónról. Diogenész Laertiosz (3, 2) említi egy Platón-biográfiáját is. Filozófiája sajátszerű keveredését mutatja a platóni és a püthagóreus eszméknek; különösen fizikája és ismerettana igyekszik kompromisszumot létrehozni a két idealista iskola közt; etikája azonban az akademia alapján áll.